# Grande Prêmio da Austrália de 2018
O Grande Prêmio da Austrália de 2018 (formalmente denominado 2018 Formula 1 Rolex Australian Grand Prix) foi a primeira etapa da temporada de 2018 da Fórmula 1, disputada em 25 de março de 2018 no Circuito de Albert Park em Melbourne, Austrália

## Relatório

### Treino Classificatório
Q1
O treino começou com domínio da Ferrari, e Kimi Raikkonen à frente de Sebastian Vettel nos primeiros minutos. Mas rapidamente Hamilton se aproximou do primeiro lugar e só não liderou logo porque pegou tráfego e ainda teve de corrigir uma escapada de traseira. O inglês só conseguiu assumir a ponta quase no fim do Q1, mesmo na sexta volta do pneu, ao cravar 1m22s824, 0s2 à frente de Raikkonen e colocando meio segundo em Vettel. A dupla da RBR veio a seguir, com Max Verstappen à frente de Daniel Ricciardo. As decepções foram Valtteri Bottas, em nono, e a dupla da STR, eliminada de cara, com Brendon Hartley em 16º e Pierre Gasly, que errou na sua última tentativa, em 20º.
Eliminados: Brendon Hartley (Toro Rosso), Marcus Ericsson (Sauber), Charles Leclerc (Sauber), Sergey Sirotkin (Williams) e Pierre Gasly (Toro Rosso)
Q2
A segunda etapa da classificação começou bem parecida com a anterior: Ferrari dominando nos primeiros minutos, com Raikkonen à frente de Vettel, e Hamilton desbancando os dois. Só que já na primeira tentativa o inglês abriu 0s456 do segundo colocado e marcou o melhor tempo do fim de semana até então: 1m22s051, o que fazia todos imaginarem mais um passeio do inglês. No fim do Q2, nuvens carregadas se aproximaram da pista e as equipes mandaram logo seus pilotos para as últimas tentativas. No minuto final, Vettel ressurgiu e bateu a marca de Hamilton ao cravar 1m21s944. Foram eliminadas do treino as duplas de McLaren e Force India, além de Lance Stroll, que deu uma escapada de pista.
Eliminados: Fernando Alonso (McLaren), Stoffel Vandoorne (McLaren), Sergio Perez (Force India), Lance Stroll (Williams) e Esteban Ocon (Force India).
Q3
No começo do Q3, as nuvens negras foram embora do Albert Park, mas não deixaram de cercar Valtteri Bottas. Pressionado desde antes mesmo da pré-temporada para ao menos andar mais próximo de Lewis Hamilton, o finlandês deu mais um motivo para ser cobrado ao bater com violência logo no "S" do fim da reta dos boxes na primeira tentativa. De imediato, o acidente provocou outra batida violenta, no caso a batida da mão do chefe Toto Wolff na mesa... Bandeira vermelha para a retirada do carro e preocupação para a equipe, já que a pancada afetou a traseira, pode ocasionar uma troca de câmbio e peças do motor e, consequentemente, punição a Bottas.
Retirados o carro de Bottas e os detritos, os pilotos tiveram apenas oito minutos para marcar tempo no Q3. Hamilton foi o mais rápido na primeira tentativa, depois que Vettel fez os dois melhores primeiros setores. Entre Hamilton e Verstappen, o terceiro até então, apenas 0s061. Mas na última volta o equilíbrio acabou com Hamilton abrindo grande vantagem sobre os adversários. Resta saber se a Mercedes terá tanta vantagem na corrida ou se o resultado tão folgado se deve ao poderoso modo do motor em treino de classificação.

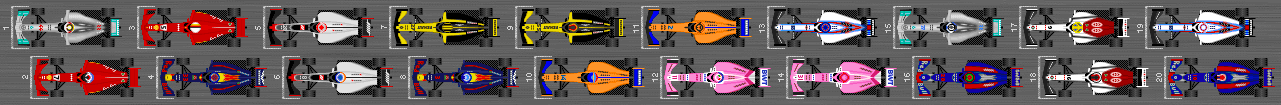
Grid de Largada

### Corrida
Logo nas primeiras voltas, Hamilton mostrou todo o poderio da Mercedes e abriu ligeira vantagem para Räikkönen. Mais atrás, Magnussen sustentava a excelente quarta posição, mas já tinha Verstappen no seu encalço. Ricciardo buscava sua evolução na prova e fazia a ultrapassagem sobre Nico Hülkenberg, subindo para sétimo. E Sergey Sirotkin abandonava a corrida no começo, na quarta volta, com problemas nos freios da sua Williams. Em seguida, era a vez de Marcus Ericsson deixar a disputa.
Hamilton continuava nadando de braçada e já abria 2s5 de frente para Räikkönen após nove voltas. Mas a outra Mercedes, de Valtteri Bottas, tinha enormes dificuldades para escalar o pelotão. O finlandês levou muito tempo atrás de Esteban Ocon até fazer a ultrapassagem e subir para 13º. E Verstappen, disposto a partir para cima de Magnussen, errou na saída da curva 2, rodou e caiu para oitavo. A Haas tinha então dois carros no top-5.
O 'Homem de Gelo' forçava o ritmo para não perder Hamilton de vista e diminuía a diferença para 2s3. Mas o tetracampeão tratava de responder em seguida para reafirmar o controle da corrida. Vettel aparecia de forma discreta, em terceiro, seguido pelos carros da Haas e Ricciardo, que buscava um lugar entre os cinco primeiros. Alonso fazia uma corrida quase isolada e aparecia em décimo. O espanhol se queixava de muitas dificuldades para acompanhar o carro da frente. E reclamava do engenheiro que falava com ele no rádio.
Na volta 15, Pierre Gasly também abandonava a corrida. O novato francês recolheu sua Toro Rosso de volta aos boxes com o indicativo de problemas no motor Honda. Quem não tinha problema algum era Hamilton, que mesmo com o ótimo ritmo de Räikkönen conseguia responder à altura e abria vantagem na frente, já subindo para 3s. Naquele momento, com 19 voltas, Räikkönen era o primeiro dos líderes a fazer seu pit-stop. A Ferrari trocou os pneus ultramacios pelos macios. A tática era de não parar mais até o fim da prova.
No giro seguinte, era a vez de Hamilton fazer seu pit-stop. A tática foi a mesma de Räikkönen: pneus macios para ir até o fim. Vettel assumia a liderança da corrida. Verstappen também antecipou sua parada, com a Red Bull trocando os supermacios pelos macios. Bottas, apagadíssimo, lutava com a Force India de Sergio Pérez, enquanto Carlos Sainz perdeu o controle da sua Renault e passava reto na curva 9, permitindo a ultrapassagem de Alonso. Por sua vez, Magnussen encerrava uma grande corrida e abandonava logo após seu pit-stop por conta da roda traseira esquerda, que estava solta. Era o começo do desastre.
A notícia já era ruim para a Haas e tornou-se dramática na volta seguinte. Grosjean teve exatamente o mesmo problema de má fixação da roda traseira no seu carro logo após seu pit-stop e, uma volta depois da falha com Magnussen, também abandonava uma corrida até então incrível. Por conta da posição do carro da Haas, a direção de prova acionou o safety-car virtual. Foi aí o 'pulo do gato' de Vettel, que aproveitou para fazer seu pit-stop e voltar à frente de Hamilton.
Em seguida, a direção de prova determinou a entrada do safety-car na pista para que os fiscais pudessem tirar o carro de Grosjean na saída da curva 2. Vettel era o líder, com Hamilton em segundo, Räikkönen em terceiro, Ricciardo, Alonso e Verstappen — após o holandês tê-lo passado sob bandeira amarela antes de devolver a posição — vindo na sequência.
A relargada foi autorizada na volta 32. Vettel defendeu a liderança e tinha Hamilton logo atrás. Seb tinha pneus macios dez voltas mais novos que os de Hamilton, o que representava uma considerável vantagem. Após cinco voltas, a diferença entre os dois era mínima, 0s8, só que a Mercedes alertava Lewis sobre um risco de superaquecimento do motor. Mais atrás, Räikkönen e Ricciardo lutavam pela terceira posição.
O fato é que Hamilton andava perto, mas não conseguia ritmo o bastante para tentar ultrapassar Vettel. O ferrarista, ao contrário, parecia ter tudo sob controle e caminhava com autoridade para a vitória depois de ter virado o jogo de forma surpreendente. Räikkönen se sustentava em terceiro, enquanto Alonso segurava a pressão de Verstappen.
Quando restavam dez voltas para o fim, Hamilton acelerou tudo para tentar ganhar a liderança de Vettel. Mas cometeu um erro no miolo do circuito e permitiu que a vantagem aumentasse de 0s2 para mais de 2s. Era o indício de desgaste nos pneus traseiros. Assim, era o alemão quem se aproximava da vitória em Melbourne. Mais atrás, Carlos Sainz se segurava em décimo, mas reportava problemas de estômago e náuseas. O espanhol lutava contra Sergio Pérez para pontuar.
No fim das contas, Vettel confirmou uma vitória inesperada, que veio na esteira de sorte, mas também de competência para segurar Hamilton, que acabou perdendo performance no fim com problemas nos pneus. Seb venceu e tirou o sorriso de Hamilton. E Räikkönen completou o pódio em dia de grande festa para a Ferrari, choro para a Haas e lamento para Hamilton. Quem também teve motivos para comemorar foi Ricciardo, quarto, e Alonso completou ótima corrida para fechar em quinto.

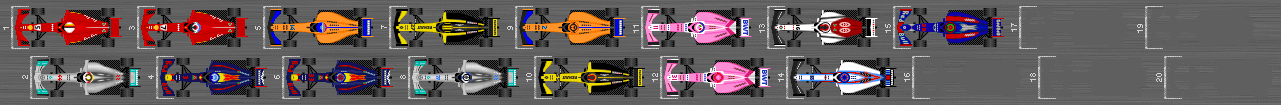
Resultado da corrida

## Pneus
| Nome do composto | Cor | Banda de rolamento | Condições de Tempo | Dry Type                           | Aderência      | Longevidade   |
| ---------------- | --- | ------------------ | ------------------ | ---------------------------------- | -------------- | ------------- |
| Ultra Macio      |     | Slick (P Zero)     | Seco               | Ultrasoft                          | Mais aderência | Menos durável |
| Super Macio      |     | Slick (P Zero)     | Seco               | Supersoft                          | Mais aderência | Menos durável |
| Macio            |     | Slick (P Zero)     | Seco               | Soft                               | Médio          | Médio         |
| Intermediário    |     | Sulcos (Cinturato) | Molhado            | Intermediate (água não estagnante) | —              | —             |
| Chuva            |     | Sulcos (Cinturato) | Molhado            | Wet (água estagnante)              | —              | —             |

| Escolhas de Pneus de cada piloto para o GP da Austrália: | Escolhas de Pneus de cada piloto para o GP da Austrália: | Escolhas de Pneus de cada piloto para o GP da Austrália: | Escolhas de Pneus de cada piloto para o GP da Austrália: | Escolhas de Pneus de cada piloto para o GP da Austrália: | Escolhas de Pneus de cada piloto para o GP da Austrália: |
| -------------------------------------------------------- | -------------------------------------------------------- | -------------------------------------------------------- | -------------------------------------------------------- | -------------------------------------------------------- | -------------------------------------------------------- |
| Nº                                                       | Pilotos                                                  | Equipe(s)                                                | Macio                                                    | Super Macio                                              | Ultra Macio                                              |
| 44                                                       | Lewis Hamilton                                           | Mercedes                                                 | 1                                                        | 3                                                        | 9                                                        |
| 77                                                       | Valtteri Bottas                                          | Mercedes                                                 | 2                                                        | 2                                                        | 9                                                        |
| 5                                                        | Sebastian Vettel                                         | Ferrari                                                  | 3                                                        | 3                                                        | 7                                                        |
| 7                                                        | Kimi Räikkönen                                           | Ferrari                                                  | 3                                                        | 3                                                        | 7                                                        |
| 3                                                        | Daniel Ricciardo                                         | Red Bull-TAG Heuer                                       | 2                                                        | 3                                                        | 8                                                        |
| 33                                                       | Max Verstappen                                           | Red Bull-TAG Heuer                                       | 2                                                        | 3                                                        | 8                                                        |
| 11                                                       | Sergio Pérez                                             | Force India-Mercedes                                     | 2                                                        | 3                                                        | 8                                                        |
| 31                                                       | Esteban Ocon                                             | Force India-Mercedes                                     | 2                                                        | 3                                                        | 8                                                        |
| 18                                                       | Lance Stroll                                             | Williams-Mercedes                                        | 2                                                        | 2                                                        | 9                                                        |
| 35                                                       | Sergey Sirotkin                                          | Williams-Mercedes                                        | 1                                                        | 3                                                        | 9                                                        |
| 55                                                       | Carlos Sainz Jr.                                         | Renault                                                  | 2                                                        | 4                                                        | 7                                                        |
| 27                                                       | Nico Hülkenberg                                          | Renault                                                  | 2                                                        | 4                                                        | 7                                                        |
| 10                                                       | Pierre Gasly                                             | Toro Rosso-Honda                                         | 2                                                        | 3                                                        | 8                                                        |
| 28                                                       | Brendon Hartley                                          | Toro Rosso-Honda                                         | 2                                                        | 3                                                        | 8                                                        |
| 8                                                        | Romain Grosjean                                          | Haas-Ferrari                                             | 1                                                        | 4                                                        | 8                                                        |
| 20                                                       | Kevin Magnussen                                          | Haas-Ferrari                                             | 2                                                        | 3                                                        | 8                                                        |
| 14                                                       | Fernando Alonso                                          | McLaren-Renault                                          | 2                                                        | 2                                                        | 9                                                        |
| 2                                                        | Stoffel Vandoorne                                        | McLaren-Renault                                          | 2                                                        | 2                                                        | 9                                                        |
| 9                                                        | Marcus Ericsson                                          | Sauber-Ferrari                                           | 2                                                        | 3                                                        | 8                                                        |
| 16                                                       | Charles Leclerc                                          | Sauber-Ferrari                                           | 2                                                        | 3                                                        | 8                                                        |

## Resultados

### Treino Classificatório
| Pos.                     | Nº | Piloto            | Construtor           | Q1       | Q2       | Q3       | Grid |
| ------------------------ | -- | ----------------- | -------------------- | -------- | -------- | -------- | ---- |
| 1                        | 44 | Lewis Hamilton    | Mercedes             | 1:22.824 | 1:22.051 | 1:21.164 | 1    |
| 2                        | 7  | Kimi Räikkönen    | Ferrari              | 1:23.096 | 1:22.507 | 1:21.828 | 2    |
| 3                        | 5  | Sebastian Vettel  | Ferrari              | 1:23.348 | 1:21.944 | 1:21.838 | 3    |
| 4                        | 33 | Max Verstappen    | Red Bull-TAG Heuer   | 1:23.483 | 1:22.416 | 1:21.879 | 4    |
| 5                        | 3  | Daniel Ricciardo  | Red Bull-TAG Heuer   | 1:23.494 | 1:22.897 | 1:22.152 | 81   |
| 6                        | 20 | Kevin Magnussen   | Haas-Ferrari         | 1:23.909 | 1:23.300 | 1:23.187 | 5    |
| 7                        | 8  | Romain Grosjean   | Haas-Ferrari         | 1:23.671 | 1:23.468 | 1:23.339 | 6    |
| 8                        | 27 | Nico Hülkenberg   | Renault              | 1:23.782 | 1:23.544 | 1:23.532 | 7    |
| 9                        | 55 | Carlos Sainz Jr.  | Renault              | 1:23.529 | 1:23.061 | 1:23.577 | 9    |
| 10                       | 77 | Valtteri Bottas   | Mercedes             | 1:23.686 | 1:22.089 | DNF      | 152  |
| 11                       | 14 | Fernando Alonso   | McLaren-Renault      | 1:23.597 | 1:23.692 | —        | 10   |
| 12                       | 2  | Stoffel Vandoorne | McLaren-Renault      | 1:24.073 | 1:23.853 | —        | 11   |
| 13                       | 11 | Sergio Pérez      | Force India-Mercedes | 1:24.344 | 1:24.005 | —        | 12   |
| 14                       | 18 | Lance Stroll      | Williams-Mercedes    | 1:24.464 | 1:24.230 | —        | 13   |
| 15                       | 31 | Esteban Ocon      | Force India-Mercedes | 1:24.503 | 1:24.786 | —        | 14   |
| 16                       | 28 | Brendon Hartley   | Toro Rosso-Honda     | 1:24.532 | —        | —        | 16   |
| 17                       | 9  | Marcus Ericsson   | Sauber-Ferrari       | 1:24.566 | —        | —        | 17   |
| 18                       | 16 | Charles Leclerc   | Sauber-Ferrari       | 1:24.636 | —        | —        | 18   |
| 19                       | 35 | Sergey Sirotkin   | Williams-Mercedes    | 1:24.922 | —        | —        | 19   |
| 20                       | 10 | Pierre Gasly      | Toro Rosso-Honda     | 1:25.295 | —        | —        | 20   |
| Tempo dos 107%: 1:28.621 |    |                   |                      |          |          |          |      |
| Fonte:                   |    |                   |                      |          |          |          |      |

Notas
↑1  - Daniel Ricciardo (Red Bull) perder três posições do grid por excesso de velocidade sob bandeiras vermelhas no segundo treino livre.
↑2  - Valtteri Bottas (Mercedes) perder cinco posições do grid por troca de câmbio.

### Corrida
| Pos.   | Nu. | Piloto            | Construtor           | Voltas | Tempo/Retirado    | Grid | Pontos |
| ------ | --- | ----------------- | -------------------- | ------ | ----------------- | ---- | ------ |
| 1      | 5   | Sebastian Vettel  | Ferrari              | 58     | 1:29:33.283       | 3    | 25     |
| 2      | 44  | Lewis Hamilton    | Mercedes             | 58     | +5.036            | 1    | 18     |
| 3      | 7   | Kimi Räikkönen    | Ferrari              | 58     | +6.309            | 2    | 15     |
| 4      | 3   | Daniel Ricciardo  | Red Bull-TAG Heuer   | 58     | +7.069            | 8    | 12     |
| 5      | 14  | Fernando Alonso   | McLaren-Renault      | 58     | +27.886           | 10   | 10     |
| 6      | 33  | Max Verstappen    | Red Bull-TAG Heuer   | 58     | +28.945           | 4    | 8      |
| 7      | 27  | Nico Hülkenberg   | Renault              | 58     | +32.671           | 7    | 6      |
| 8      | 77  | Valtteri Bottas   | Mercedes             | 58     | +34.339           | 15   | 4      |
| 9      | 2   | Stoffel Vandoorne | McLaren-Renault      | 58     | +34.921           | 11   | 2      |
| 10     | 55  | Carlos Sainz Jr.  | Renault              | 58     | +45.722           | 9    | 1      |
| 11     | 11  | Sergio Pérez      | Force India-Mercedes | 58     | +46.817           | 12   |        |
| 12     | 31  | Esteban Ocon      | Force India-Mercedes | 58     | +1:00.278         | 14   |        |
| 13     | 16  | Charles Leclerc   | Sauber-Ferrari       | 58     | +1:15.759         | 18   |        |
| 14     | 18  | Lance Stroll      | Williams-Mercedes    | 58     | +1:18.288         | 13   |        |
| 15     | 28  | Brendon Hartley   | Toro Rosso-Honda     | 57     | +1 Volta          | 16   |        |
| Ret    | 8   | Romain Grosjean   | Haas-Ferrari         | 24     | Pneu solto        | 5    |        |
| Ret    | 20  | Kevin Magnussen   | Haas-Ferrari         | 22     | Pneu solto        | 6    |        |
| Ret    | 10  | Pierre Gasly      | Toro Rosso-Honda     | 13     | Unid. de potência | 20   |        |
| Ret    | 9   | Marcus Ericsson   | Sauber-Ferrari       | 5      | Hidráulica        | 17   |        |
| Ret    | 35  | Sergey Sirotkin   | Williams-Mercedes    | 4      | Freios            | 19   |        |
| Fonte: |     |                   |                      |        |                   |      |        |

## Curiosidades
- Primeira vez que a Fórmula 1 utiliza o sistema de proteção usado nos carros, o Halo. O halo proteger o piloto em caso de colisões, pesa entre 7 e 14 kg e tem como principal componente o titânio, um dos metais mais resistentes do mundo. O resultado é que o acessório aguenta uma pressão de até 12 toneladas, equivalente ao peso de um caminhão.
- Sebastian Vettel conquistou o 100º pódio de sua carreira e se tornou o quarto piloto a alcançar 100 pódios na Fórmula 1 e se juntar ao lado de Alain Prost, Michael Schumacher e Lewis Hamilton.
- Primeira corrida de Sergey Sirotkin.
- Primeira corrida de Charles Leclerc.

## Voltas na Liderança
- Commons

| Nº de Voltas | Piloto           | Voltas |
| ------------ | ---------------- | ------ |
| 40           | Sebastian Vettel | 19-58  |
| 18           | Lewis Hamilton   | 1-18   |

## 2018DHLFastest Pit Stop Award

### Resultado
| 1      | 33 | Max Verstappen   | Red Bull-TAG Heuer   | 2.15 | 25 |
| 2      | 7  | Kimi Räikkönen   | Ferrari              | 2.39 | 18 |
| 3      | 3  | Daniel Ricciardo | Red Bull-TAG Heuer   | 2.45 | 15 |
| 4      | 18 | Lance Stroll     | Williams-Mercedes    | 2.53 | 12 |
| 5      | 20 | Kevin Magnussen  | Haas-Ferrari         | 2.72 | 10 |
| 6      | 28 | Brendon Hartley  | Toro Rosso-Honda     | 2.80 | 8  |
| 7      | 16 | Charles Leclerc  | Sauber-Ferrari       | 2.98 | 6  |
| 8      | 5  | Sebastian Vettel | Ferrari              | 3.01 | 4  |
| 9      | 31 | Esteban Ocon     | Force India-Mercedes | 3.03 | 2  |
| 10     | 44 | Lewis Hamilton   | Mercedes             | 3.03 | 1  |
| Fonte: |    |                  |                      |      |    |

### Classificação
| Tabela do DHL Fastest Pit Stop Award \| Pos \| Construtor \| Pontos \| \| --- \| -------------------- \| ------ \| \| 1 \| Red Bull-TAG Heuer \| 40 \| \| 2 \| Ferrari \| 22 \| \| 3 \| Williams-Mercedes \| 12 \| \| 4 \| Haas-Ferrari \| 10 \| \| 5 \| Toro Rosso-Honda \| 8 \| \| 6 \| Sauber-Ferrari \| 6 \| \| 7 \| Force India-Mercedes \| 2 \| \| 8 \| Mercedes \| 1 \| \| 9 \| McLaren-Renault \| 0 \| \| 10 \| Renault \| 0 \| |                      |        |
| Pos | Construtor           | Pontos |
| 1 | Red Bull-TAG Heuer   | 40     |
| 2 | Ferrari              | 22     |
| 3 | Williams-Mercedes    | 12     |
| 4 | Haas-Ferrari         | 10     |
| 5 | Toro Rosso-Honda     | 8      |
| 6 | Sauber-Ferrari       | 6      |
| 7 | Force India-Mercedes | 2      |
| 8 | Mercedes             | 1      |
| 9 | McLaren-Renault      | 0      |
| 10 | Renault              | 0      |

## Tabela do campeonato após a corrida
Somente as cinco primeiras posições estão incluídas nas tabelas.
| Pos | Piloto           | Pontos |
| --- | ---------------- | ------ |
| 1   | Sebastian Vettel | 25     |
| 2   | Lewis Hamilton   | 18     |
| 3   | Kimi Räikkönen   | 15     |
| 4   | Daniel Ricciardo | 12     |
| 5   | Fernando Alonso  | 10     |

| Pos | Construtor         | Pontos |
| --- | ------------------ | ------ |
| 1   | Ferrari            | 40     |
| 2   | Mercedes           | 22     |
| 3   | Red Bull-TAG Heuer | 20     |
| 4   | McLaren-Renault    | 12     |
| 5   | Renault            | 7      |